# Cartuja (Granada)
Cartuja es un barrio de Granada, España, perteneciente al distrito Norte. Está situado en el Polígono de Cartuja, la zona central del distrito. Limita al este con el barrio de Parque Nueva Granada; al sur, con el barrio de Campo Verde; al oeste, con los barrios de La Paz y Rey Badis; y al Norte, con el término municipal de Jun.

## Historia
En febrero de 1965 se inicia la construcción del barrio de La Paz, promociones de viviendas sociales que conformaban el Polígono de Cartuja para dar respuesta a varias inundaciones en la ciudad de Granada. El Polígono de Cartuja se edificó en el Pago de Almanjáyar en la zona de Almanjáyar o Almanjaya, antiguamente zona de ricas tierras y riegos apartada de la ciudad. Su construcción surge como respuesta a las torrenciales lluvias sufridas en 1963 que inundaron la mayoría de casas cueva en el Sacromonte y que derrumbaron distintas infraviviendas existentes en la ciudad y en pueblos. 
El barrio de Cartuja se construyó inicialmente sobre un buen tejido estructural de calles, aceras y darros pero a medida que iba avanzando dichos servicios pasaron a un segundo plano con la construcción de viviendas sociales. Primeramente se edificaron casas de una sola planta destinadas para familias afectadas por las inundaciones y residentes en barracones además de familias de pueblos de La Alpujarra. En la década de los 70 se edificaron bloques de pisos de 4 plantas de manera precaria y sin los equipamientos básicos llamados "Las Parcelas" (actualmente la zona se conoce como ‘El Poblado’, una de las zonas más marginales de todo el país). Entre 1970 y 1975 se dio prioridad al realojo de las familias de etnia gitana del Sacromonte alojadas en La Virgencica siendo su destino los bloques de "Las Parcelas". Se entregaron las viviendas con un arrendamiento al Ayuntamiento por ellas pero en algunas zonas se comenzó a traspasar irregularmente dichas viviendas entre familias y se dio el fenómeno del "realquiler". Más adelante se iniciaron las promociones de bloques de pisos por la constructora OSUNA hasta desarrollar el barrio en su totalidad en 1991, dicha zona se conoce como los "Bloques de Osuna" o "Los Osuna". Dentro del barrio se encuentra un bloque de 9 plantas apodado como ‘Hotel Luz’  uno de los puntos de droga más grandes de la ciudad.
Sus primeros pobladores fueron personas de carácter humilde y bajos recursos de distintas partes de Granada, en su mayoría damnificados por las lluvias, pobladores de barracas y familias de entornos rurales. La urbanización de la zona norte, impulsada por el Instituto Nacional de la Vivienda a principios de la década de los 70, se expande hacia el noreste creando así el Polígono de Almanjáyar. A finales de la década y principios de los 80 el barrio de la Cartuja es el destino elegido por el Ayuntamiento para la reubicación de familias humildes provenientes de distintas partes de Granada, en especial de la población chabolista de los suburbios de la zona sur de la ciudad. Dicha situación conformarian el Distrito Norte, zona históricamente excluida de Granada. 
A pesar de la situación de marginalidad y exclusión que presentan determinadas zonas del barrio, la Asociación de Vecinos ‘Tolerancia del Barrio de Cartuja’ y el gran tejido asociativo de la zona trabajan día a día para la eliminación de barreras, prejuicios y estereotipos injustos sobre su población. El principal problema del barrio es el paro, el absentismo, el fracaso escolar y la economía sumergida. El Polígono de Cartuja forma parte de la denominada Zona Norte de Granada, clasificada como Zona Desfavorecida y Zona con Necesidades de Transformación Social (ZNTS) por la Junta de Andalucía. La única facultad cercana al barrio es la Facultad de Ciencias del Deporte.

## Lugares de interés
- Facultad de Ciencias de la Actividad Física y el Deporte de la Universidad de Granada.
- Facultad de Ciencias de la Educación de la Universidad de Granada.
- Horno Cartujo (Facultad de Ciencias de la Educación).
- Alfar Romano.
- Facultad de Ciencias Económicas y Empresariales de la Universidad de Granada.
- Facultad de Teología de la Universidad Loyola.
- Facultad de Farmacia de la Universidad de Granada.
- Facultad de Filosofía y letras de la Universidad de Granada.
- Facultad de Psicología de la Universidad de Granada.
- Facultad de Odontología de la Universidad de Granada.
- Facultad de Comunicación y Documentación de la Universidad de Granada.
- Parroquia de la Sagrada Familia.
- Real Monasterio de Nuestra Señora de la Asunción de la Cartuja.